# チャニャラル
チャニャラル (スペイン語: Chañaral) は、チリ、アタカマ州にある海岸都市であり、チャニャラル県の県都。カラフルな町並みはあまり知られておらず、主にサンペドロ・デ。アタカマなどへ向かうための通過点となっている。町には高層建築物が全く存在しないことから、景観が損なわれずに残っている。近くの不毛の丘の上には、夜になると町に向かって光が灯る灯台があり、昼夜を問わず、町の狭い通りは活気がある。また、町は海に面しているが、銅鉱山によって海が汚染されているため、リゾート地としての開発はされていない。町を少し北に行くと、パン・デ・アスカル国立公園がある。

## 歴史
1824年、ディエゴ・デ・アルメイダは、この地域に大量の銅が存在するのを発見し、チリで初めて鉱産物の輸出を開始した。このために1833年10月26日に町は設立され、当初は「チャニャラル・デ・ラス・アニマス (Chañaral de las Ánimas)」（「魂のソラマメの場所」の意）という名称だった。数年後、ペドロ・ルハンがエル・サラドで鉱石を発見すると、鉱山が建設された。1836年、資源が豊富で将来有望な場所として商用の港が建設された。1860年に、現在は宿泊施設のある場所にA・エドワーズ&カンパニーが設立され、町は好況となった。

## 地理と人口動態
以下は、国立統計研究所（INE）の2002年国勢調査による。
- 面積：5,772.4 km2 (2,229 sq mi)
- 人口：13,543人
  - 男性：6,968人
  - 女性：6,575人
  - 増加率：-2.8%（393人） - 1992年〜2002年

チャニャラルの住民は、男性はチャニャラリーノ、女性はチャニャラリーナと呼ばれる。

## 行政
コムーネであるチャニャラルは、3番目の行政区分であり、4年ごとに直接選考される市長によって率いられ、市議会によって政治が行われている。2008年から2012年の市長は、Hector Volta Rojasである。議会は、次のメンバーによって構成される。
- Carmen Rojas Cornejo (RN)
- Isabel Ogalde Álvarez (PS)
- Margarita Flores Salazar (PRSD)
- Mary Álamos Gutiérrez (PDC)
- Mery Schampke Galleguillos (PPD)
- Omar Monroy López (PRI)

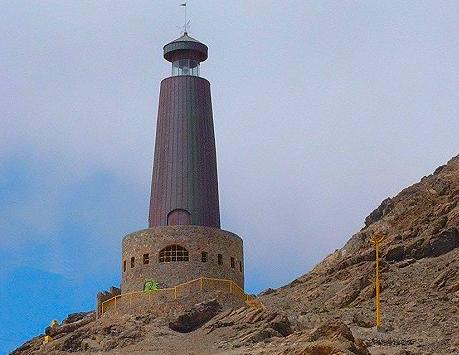
チャニャラルのファロ・デル・ミレニオ灯台